# Russell Square (metrostation)
Russell Square is een station van de metro van Londen aan de Piccadilly Line. Het metrostation, dat in 1906 is geopend, ligt nabij Russell Square.

## Geschiedenis
Het station werd op 15 december 1906 geopend door de Great Northern, Piccadilly and Brompton Railway (GNP&BR). Het station was onderdeel van de Great Northern and Strand Railway (GN&SR) die in 1898 werd opgericht. De bekostiging kwam echter pas rond toen de Amerikaanse investeerder Charles Yerkes meerdere metrobedrijven in Londen opkocht en in juni 1902 onderbracht in de Underground Electric Railway Company of London (UERL). Yerkes wilde zijn oost-westlijn, de Brompton and Piccadilly Circus Railway (B&PCR), naar het oosten doortrekken tot Angel. De B&PCR en de GN&SR zouden elkaar kruisen vlak ten noorden van Holborn zonder overstap mogelijkheid. Het parlement stelde echter als voorwaarde aan de bouwvergunning dat hij de B&PCR en de GN&SR als een lijn tussen Hammersmith en Finsbury Park zou bouwen. In november 1902 werd de vergunning verleend voor de GNP&BR, de samenvoeging van de B&PCR en de GN&SR, met station Russel Square tussen  Holborn en King's Cross St. Pancras.

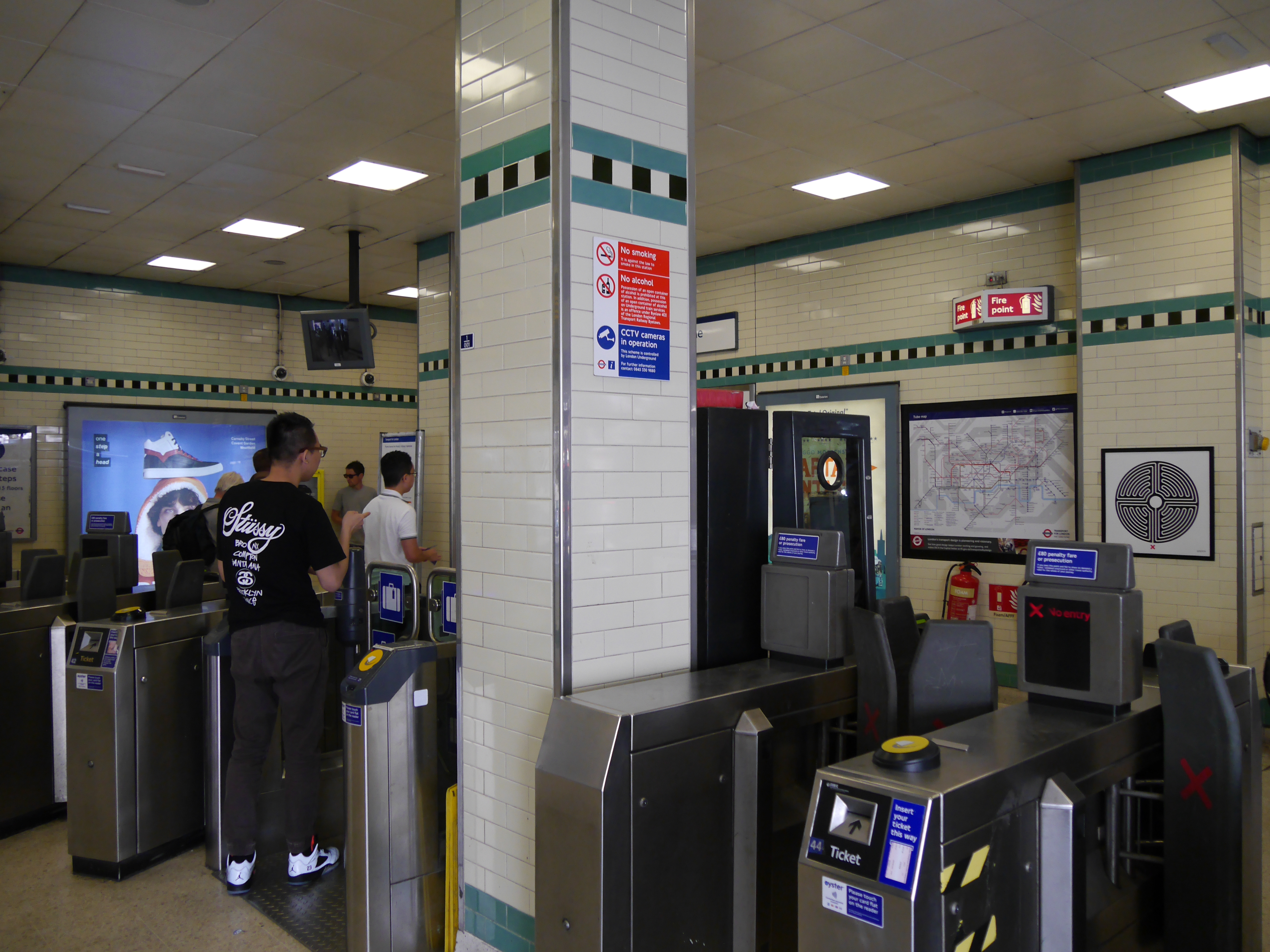
De stationshal in september 2016
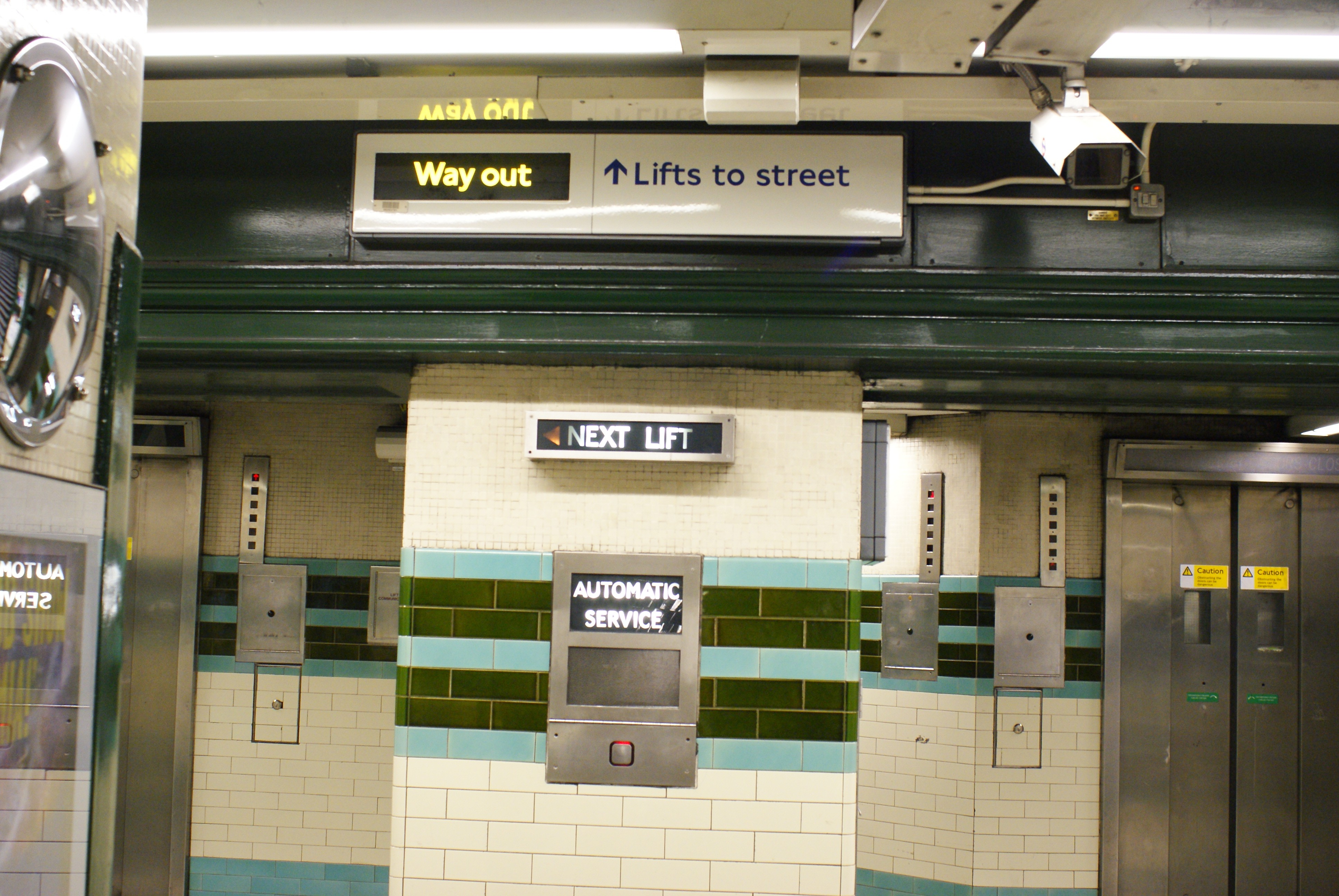
Onderaan de liften
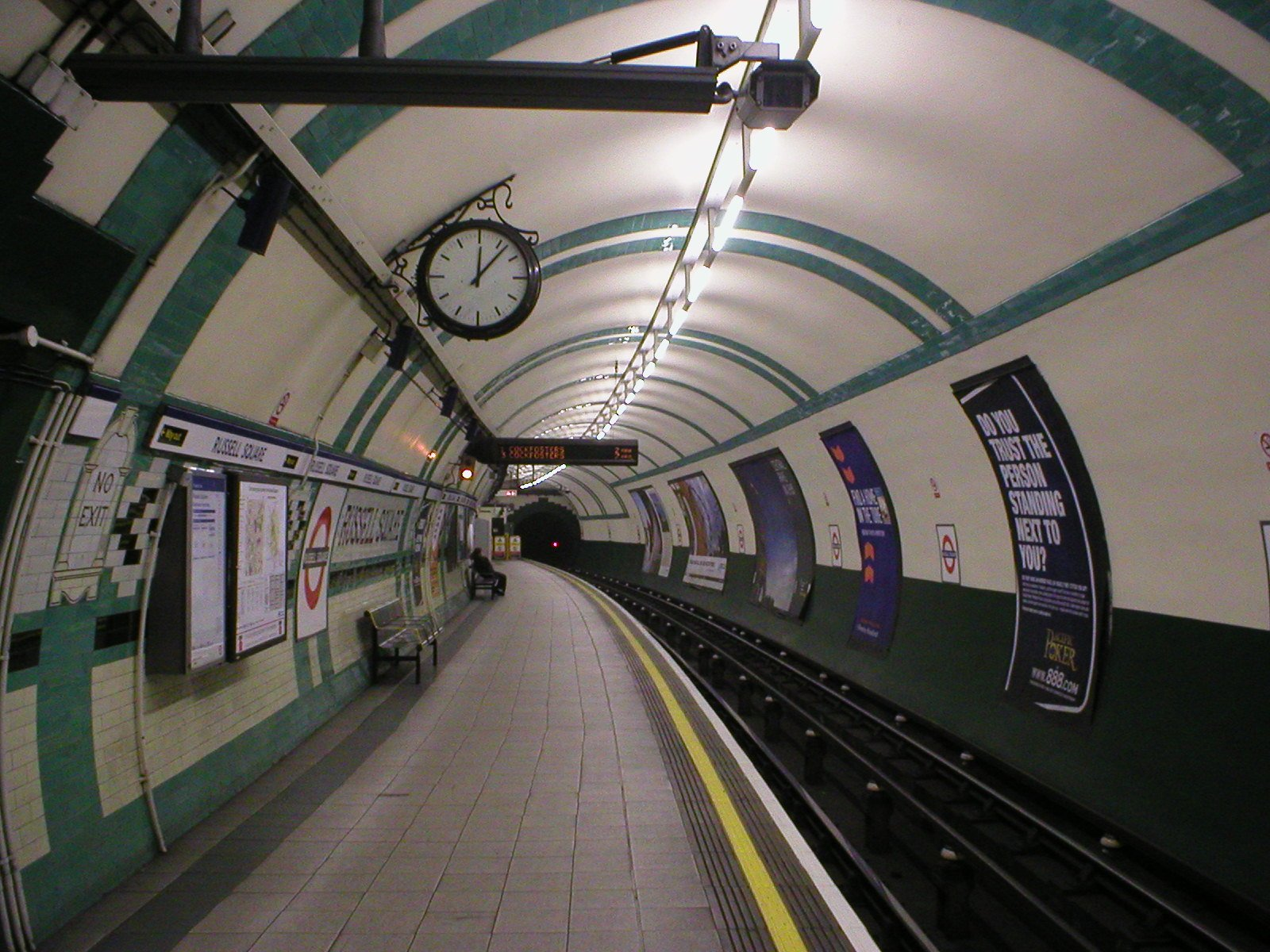
Het kenmerkende tegelwerk langs het spoor en perron

## Ligging en inrichting
Het station ligt iets ten oosten van Russell Square in Bernard Street, Bloomsbury , in de London Borough of Camden. In de buurt van het station liggen het British Museum, het hoofdgebouw van de Universiteit van Londen, het Great Ormond Street Hospital, de Russell Square Gardens en het Brunswick Centre. Het station is ontworpen door de huisarchitect van UERL, Leslie Green, met de kenmerkende bloedrode gevel van geglazuurd terracotta en geldt als voorbeeld van de Britse Art-nouveau stijl. Op 20 juli 2011 gaf English Heritage het station een monumentale status en beschreef het als:
```
Een goed voorbeeld van een station ontworpen door Leslie Green om de GNP&BR te bedienen, de latere Piccadilly Line, waar de oorspronkelijke belettering behouden is. De inrichting, hoewel gewijzigd, heeft ondergronds vele interessante kenmerken behouden, zoals betegeling en bewegwijzering. De door Leslie Green ontworpen stations voor de Yerkes groep vertegenwoordigen een opmerkelijke fase in de ontwikkeling van het vervoerssysteem van de hoofdstad, met het baanbrekende gebruik van een sterke en consistente huisstijl. De karakteristieke bloedrode geglazuurde gevels zijn meteen herkenbaar en behoren tot de iconische gebouwen van Londen.
```

Het station is niet omgebouwd met roltrappen tijdens de verlenging van de lijn tussen 1929 en 1935 en heeft daardoor nog veel oorspronkelijke kenmerken. Hieronder vallen de liften voor het vervoer tussen stationshal en perrons hetgeen voor de Eerste Wereldoorlog gebruikelijk was. Als nooduitgang is er een wenteltrap met 176 treden maar de reizigers maken gebruik van een van de 50 persoonsliften die werden gebouwd door Wadsworth. Het station heeft vier telefooncellen (twee op de perrons en twee in de stationshal), zeven toegangspoortjes, wifi, vijf kaartautomaten en een fotohokje. De stationshal ligt recht boven de perrons op 33 meter diepte. De drie liften aan de westkant van de stationshal komen beneden uit bij reizigerstunnels vlak boven perronniveau. Deze tunnels zijn met vaste trappen verbonden met de perrons, er is een tunnel voor instappers en een voor uitstappers. De liftkooien hebben twee deuren tegenover elkaar zodat instappers beneden niet worden gehinderd door wachtende uitstappers.   
De perrons liggen hier aan de buitenkant van de metrotunnels, zowel de reizigerstunnel als de perrons zijn afgewerkt met tegels. Leslie Green ontwierp voor ieder station langs de lijn een uniek tegelpatroon zodat ze ook herkenbaar zijn voor laaggeletterden.
Afhankelijk van de drukte rijdt de metro tussen 5:56 uur en 0:28 uur iedere 4 tot 7 minuten een metro in beide richtingen. 

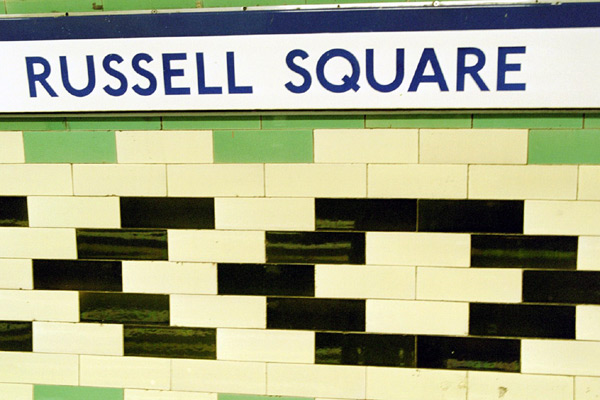
Het tegelpatroon van Russel Square
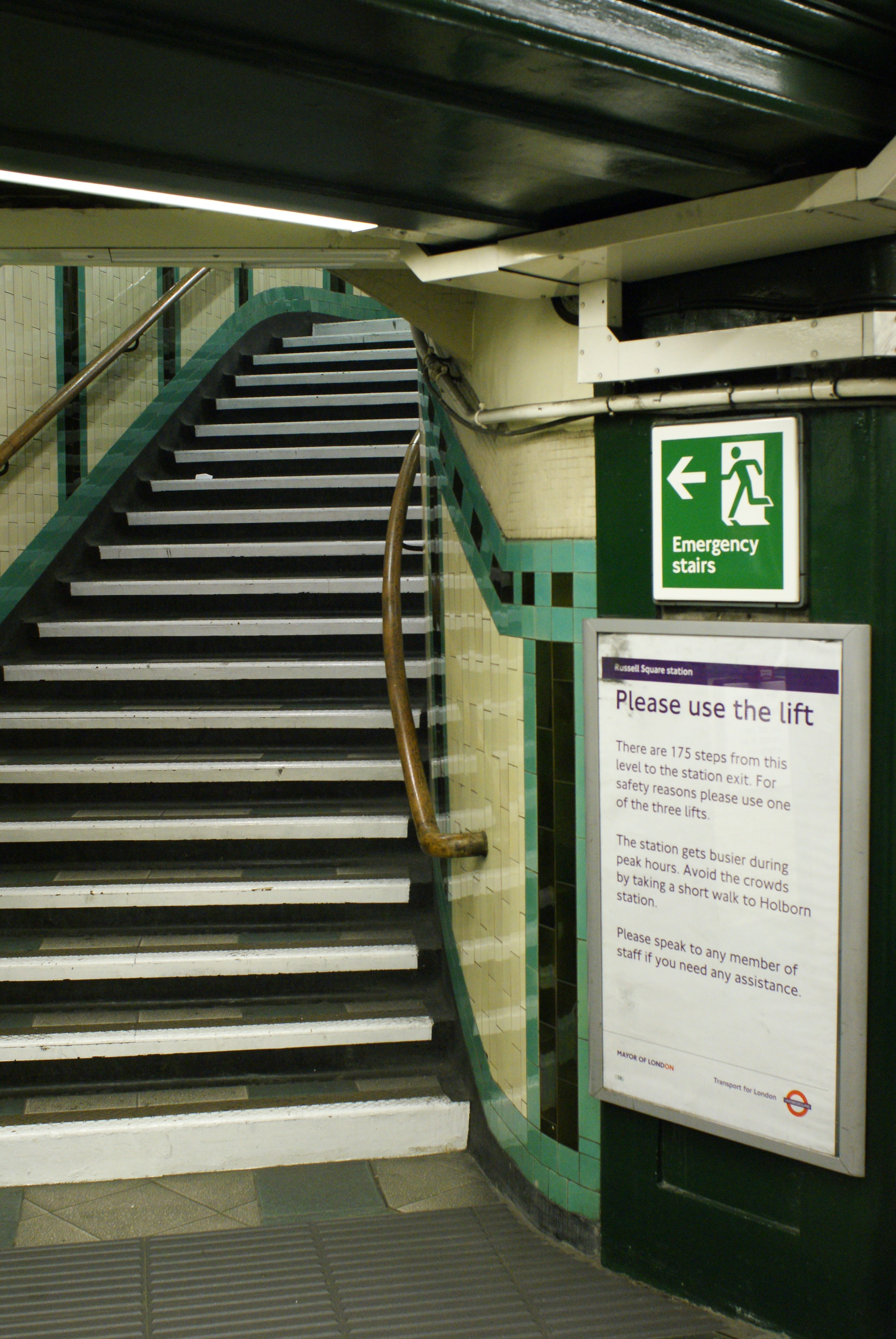
Onderaan de wenteltrap
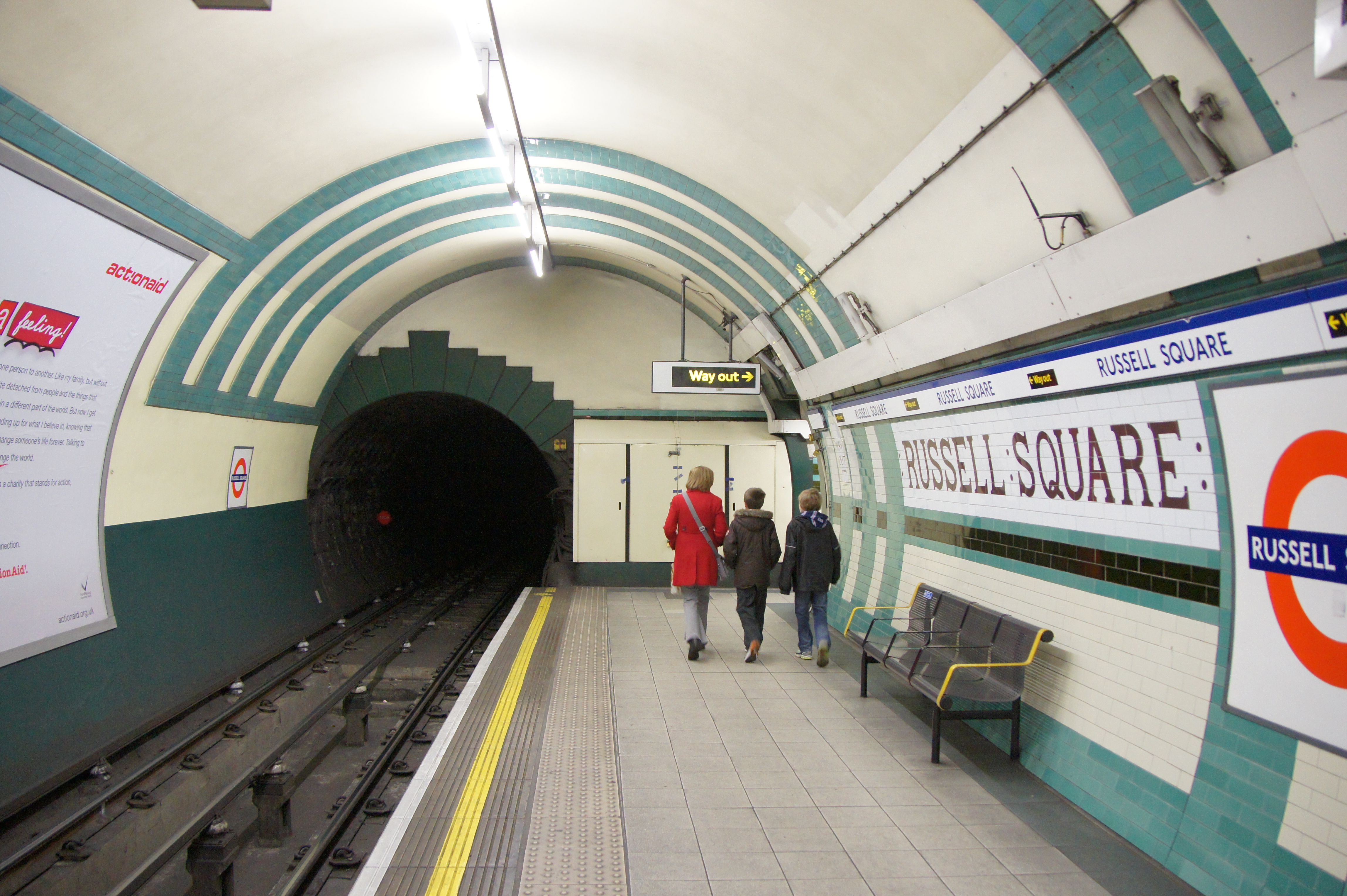
Oude en nieuwe naamborden langs het perron
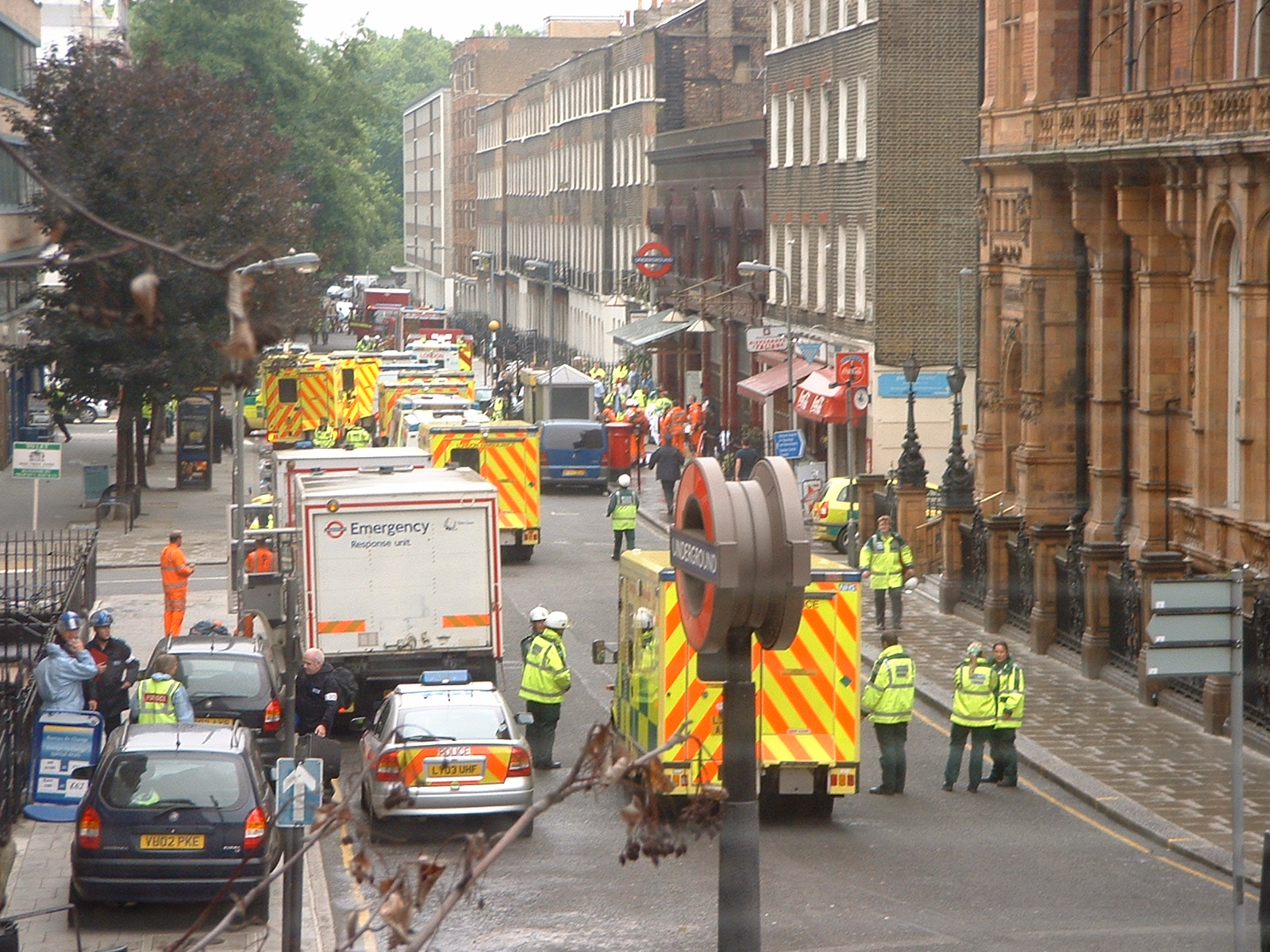
Ambulances bij het station op 7 juli 2005

## Bomaanslag
Op 7 juli 2005 kwamen bij een gecoördineerde bomaanslag 26 mensen om het leven bij een ontploffing in een metrostel tussen King's Cross St. Pancras en Russell Square. Een andere bom ontplofte later in een bus op Tavistock Square. In het station hangt een gedenkplaat, gelijk aan die bij King's Cross St. Pancras, ter nagedachtenis aan de slachtoffers.

## Speelfilm
Metrostation Russell Square werd gebruikt als locatie voor de horrorfilm doodsgrens uit 1972 met de acteurs Donald Pleasence , Christopher Lee en Clive Swift .